# 浮梁东站
浮梁东站（工程名瑶里站）位于中华人民共和国江西省景德镇市浮梁县鹅湖镇，是杭昌客运专线上的一座车站，2023年12月27日随昌景黄铁路开通而投入使用，车站规模为2台4线。车站附近有瑶里古镇景区。